# From Nothing to One
From Nothing to One är det första albumet från det svenska indierockbandet The Perishers. Albumet släpptes 21 januari 2002 av skivbolaget NONS.

## Låtlista
1. "When I Wake Up Tomorrow"
2. "In the Blink of an Eye"
3. "Someday
4. "When I Fall"
5. "The Night"
6. "Steady Red Light"
7. "My Home Town"
8. "Let's Write Something Down"
9. "On My Way Home"
10. "All Over Now"
11. "What We Once Had"

## Singlar
- My Home Town
- When I Wake Up Tomorrow
- In the Blink of an Eye
- The Night